# Fjälkestads distrikt
Fjälkestads distrikt är ett distrikt i Kristianstads kommun och Skåne län. 
Distriktet ligger norr om Kristianstad. 

## Tidigare administrativ tillhörighet
Distriktet inrättades 2016 och utgörs av en del av området Kristianstads stad omfattade till 1971, delen som före 1967 utgjorde Fjälkestads socken.
Området motsvarar den omfattning Fjälkestads församling hade vid årsskiftet 1999/2000.